# زيتي
الزيتي هو صنف من أصناف الزيتون السوري، وشجرته كبيرة الحجم تأخذ الشكل المتدلي. يكون ثمره عند النضج أسود اللون صغير الحجم مستدير الشكل. من الأصناف ذات الانتشار الواسع ينتشر في مناطق الزراعة البعلية الداخلية ذات معدل أمطار مابين 350-600مم/سنوياً، حيث يشكل ما نسبته 33.1٪ من إجمالي مساحة الزيتون في سوريا، وينتشر بشكل كبير في محافظة حلب.

## الاستفادة
تتم زراعة هذا الصنف من الزيتون من أجل الاستفادة زيته حيث أن نسبة الزيت فيه عالية وتتراوح بين 30 إلى 33 بالمئة من وزن الحبة. وهو صنف أحادي الغرض يستخدم لإنتاج الزيت فقط ثماره صغيرة لا تصلح لتصنيع زيتون المائدة.

## الإنتاجية
انتاجية الشجرة سنويا تتراوح بين 40 إلى 60 كيلو غرام سنويا.

## الاحتياجات المائية
الاحتياجات المائية لشجرة الزيتون الزيتي تتراوح بين 350-600 ملم سنويا فهو مقاوم للجفاف وبالتالى فإن مناطق زراعته تنحصر في المناطق ذات الهطل المطري المنخفض نسبيا وتحديداً في حلب وخصوصا عفرين.

## مقاومة الأمراض
شجرة زيتون الزيتي حساسة لحفار الساق و مقاومة لعين الطاووس.

## طالع أیضا
- زيتون
- جلط تدمري
- خضيري
- محزم أبو سطل
- مصعبي
- قيسي
- جلط
- دعيبلي
- صوراني
- عجيزي
- مهاطي
- تفاحي